# Вітторіо-Венето
Вітторіо-Венето (італ. Vittorio Veneto, вен. Vitòrio) — муніципалітет в Італії, у регіоні Венето, провінція Тревізо. Населення — 28 408 осіб (2014). Щорічний фестиваль відбувається 16 січня, 22 серпня. Покровитель — San Tiziano.

## Географія
Вітторіо-Венето розташоване на відстані близько 460 км на північ від Рима, 65 км на північ від Венеції, 36 км на північ від Тревізо.

## Демографія
Населення за роками:

Станом на 1 січня 2023 року в муніципалітеті офіційно проживало 2518 іноземців з 88 країн, серед них 446 громадян країн Євросоюзу та 338 громадян України.

## Релігія
- Центр Вітторіо-Венетської діоцезії Католицької церкви.

## Уродженці
- Іларіо Кастаньєр (*1940) — відомий у минулому італійський футболіст, нападник, згодом — футбольний тренер.

- Андреа Полі (*1989) — відомий італійський футболіст, півзахисник.

## Сусідні муніципалітети
- Беллуно
- Каппелла-Маджоре
- Колле-Умберто
- Конельяно
- Альпаго
- Фрегона
- Лімана
- Ревіне-Лаго
- Сан-П'єтро-ді-Фелетто
- Тарцо